# Frente Patriótico (Chipre)
El Frente Patriótico (en griego: Πατριωτικό Μέτωπο) fue un partido político chipriota liderado por Glafcos Clerides.

## Historia
El partido fue creado en 1959, Frente de Reconstrucción Democrática Unida por una ligera coalición de simpatizantes del Presidente de Chipre Makarios III, incluyendo a los dirigentes del EOKA.
El partido triunfó en las elecciones parlamentarias previas a su independencia en 1960, obteniendo 30 de los 35 escaños reservados para los chipriotas griegos. Sin embargo, el partido se disolvió hacia finales de la década de 1960, disgregándose en diversas facciones,incluyendo Eniaion, el Frente Progresista, el Partido Progresista y el Partido Nacional Democrático.

## Ideología
El partido fue inicialmente un partido a favor de la imagen de Makarios III, pero posteriormente adoptó una tendencia conservadora y nacionalista.

## Historial electoral

### Cámara de Representantes
| Año  | Votos  | %    | Escaños |
| ---- | ------ | ---- | ------- |
| 1960 | 82 888 | 56,1 | 30/35   |